# José Adjuto Castelo-Branco Chaves
José Adjuto Castelo-Branco Chaves (Lisboa, 1900 — 1992), mais conhecido por Castelo Branco Chaves, foi um intelectual, tradutor e editor português. Traduziu e prefaciou diversas obras de autores estrangeiros sobre a vida e a cultura portuguesas, tendo dirigido a colecção Portugal visto pelos Estrangeiros da Editora Ática. Colaborou na revista Seara Nova, estabelecendo laços de amizade com António Sérgio e Manuel Teixeira Gomes, que lhe confiaram os respectivos espólios, depois entregues à Biblioteca Nacional de Portugal por sua vontade.
Também se pode encontrar colaboração da sua autoria nas revistas Homens Livres  (1923), Acção realista (1924-1926) e Feira da Ladra  (1929-1943), Nação Portuguesa e na Estudos, Revista de Cultura e Formação Católica, nomeadamente no ano de 1953.

## Obras
- Fialho de Almeida : notas sôbre a sua individualidade literária (1923) - com prefácio de António Sardinha;
- Estudos críticos (1932);
- Aquilino Ribeiro (1935);
- Teófilo Braga e o nacionalismo (1935);
- Castilho: (alguns aspectos vivos da sua obra (1935);
- Sobre Eça de Queirós (1939);
- Extractos de um diário (1965);
- Memorialistas portugueses (1978);
- O romance histórico no romantismo português (1980);
- Crítica inactual (1981);
- Os livros de viagens em Portugal no século XVIII e a sua projecção europeia (1987);